# Antoine Bonifaci

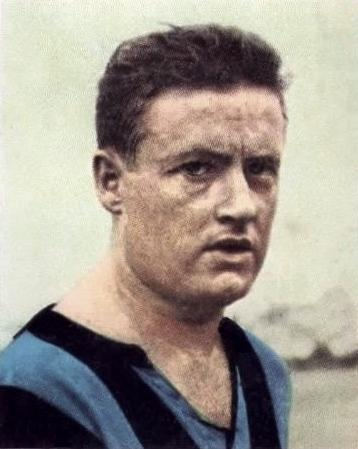
Antoine Bonifaci (1955)

Antoine Bonifaci (* 4. September 1931 in Bezons; † 29. Dezember 2021 in Villefranche-sur-Mer) war ein französischer Fußballspieler.

## Vereinskarriere
Schon in ganz jungen Jahren zog Antoine Bonifaci mit seinen aus Korsika stammenden Eltern aus der Île-de-France nach Villefranche-sur-Mer am Mittelmeer, wo diese ein Restaurant eröffnet hatten. Er spielte meist auf der Straße Fußball, wie er sich selbst erinnerte:

„Zu dieser Zeit … existierten bei den Vereinen noch keine Ausbildungszentren. Wir mussten alleine zurechtkommen. Die Spielpraxis erwarben wir in Partien mit anderen Straßenmannschaften. … Wer einen Fußball besaß, nahm ihn abends mit ins Bett, damit er ihm nicht geklaut wurde.“

Ab der Saison 1948/49 trug Bonifaci die Farben des Erstdivisionärs OGC Nizza. Dort wurde der nicht sonderlich schnelle, aber am Ball nahezu perfekte Außenläufer erstmals mit 17 in der ersten Mannschaft eingesetzt. Im Mai 1949 beendete er die Endrunde des nationalen „Wettbewerbs des jungen Fußballspielers“ im Olympiastadion von Colombes als Neunter, wobei die fußballinteressierte Öffentlichkeit allerdings mit Raymond Kopaszewski ein anderes Talent sehr viel stärker wahrnahm. In seiner zweiten Profisaison (1949/50) entwickelte Bonifaci sich zum Stammspieler. Ein Jahr später gewann er mit Nizza bereits den Meistertitel; ebenfalls noch als 19-Jähriger wurde er zum A-Nationalspieler (siehe unten). 1952 verteidigte er mit Nizza die Meisterschaft, gewann zudem den Landespokal (im Endspiel 5:3 gegen Girondins Bordeaux) und somit auch den Doublé. In dieser Elf gehörte Antoine Bonifaci an der Seite von Spielern wie Abdelaziz Ben Tifour, Luis Carniglia, Désiré Carré, Victor Nurenberg, dem Torjäger Jean Courteaux und Bonifacis Cousin Georges Césari zu den herausragenden Kräften. Zudem stand er 1952 im Endspiel um die Coupe Latine, in dem der OGC dem FC Barcelona mit 0:1 unterlag. In der Saison 1952/53 blieb Bonifaci erstmals ohne einen Titel, obwohl sich das Team unter Trainer Mario Zatelli durch Antoine Cuissard, seinen Außenläuferkollegen aus der Nationalmannschaft, weiter verstärkt hatte.
1953 zog es Antoine Bonifaci für eine Ablösesumme von angeblich 20 Mio. alten Francs zum Serie-A-Klub Inter Mailand. Diesen Transfer versuchte der französische Fußballverband mit allen Mitteln zu verhindern, weil er im Jahr vor der Weltmeisterschaftsendrunde einen seiner besten Spieler nicht verlieren wollte, und L’Équipe schrieb: „Die italienischen Vereine führen den Fußball ins Verderben.“. Der so umworbene Spieler ging schließlich trotzdem nach Italien. Im Kader der 1954er Meistermannschaft von Inter ist der Name Bonifaci allerdings nicht verzeichnet; dies war erst in der Folgesaison der Fall. 1955 wechselte er für zwei Jahre zur AGC Bologna. 1957 bezahlte der FC Turin umgerechnet 29 Mio. Francs, um sich Bonifacis Dienste zu sichern, wovon der Spieler selbst 10 Mio.bekommen haben soll. 1959 stieg Turin in die zweite Liga ab, aus der sie nach nur einem Jahr als Meister ins fußballerische Oberhaus zurückkehrte. Der Franzose allerdings verließ den FC und bestritt eine für ihn persönlich wie für den Verein nicht sonderlich erfolgreiche Saison bei Lanerossi Vicenza.
1961 kehrte Bonifaci in die französische Division 1 zurück, wo er noch zwei Jahre bei Stade Français Paris bestritt. Doch obwohl er auch in dieser Elf an der Seite zahlreicher erfolgreicher Mannschaftskameraden wie André Lerond, Stako, Raymond Bellot, Norbert Eschmann, Philippe Gondet, Georges Carnus oder Charly Loubet kickte, landete Stade Français jeweils nur auf einem Mittelfeldplatz und schaffte es auch im Pokal nur einmal bis ins Achtelfinale. Antoine Bonifaci kam immer seltener zum Einsatz, beendete daraufhin im Sommer 1963 seine Profikarriere und kehrte nach Südfrankreich zurück.
Über sein Leben und seine Aktivitäten in den folgenden Jahrzehnten ist bisher wenig zu ermitteln; er soll zeitweise als Trainer gearbeitet haben. Außerdem wurde ihm 1995 eine besondere Ehrung durch die Stadt zuteil, auf deren Straßen er in den 1930er und 1940er Jahren gekickt hatte: Das Fußballstadion von Villefranche-sur-Mer trägt seither den Namen Stade Antoine-Bonifaci, und in dieser Stadt starb er, 90-jährig, zwei Tage vor Silvester 2021 auch.

### Stationen
- Olympique Gymnaste Club de Nice (1948–1953)
- FC Internazionale di Milano (1953/1954–1955)
- Associazione Giocare Calcio Bologna (1955–1957)
- Torino Football Club 1906 (1957–1960, davon 1959/60 in der Serie B)
- Lanerossi Vicenza (1960/61)
- Stade Français Paris (1961–1963)

## In der Nationalmannschaft
Nachdem er 1949 bereits Junioren-Europameister geworden und 1950 auch schon für Frankreichs B-Nationalmannschaft gespielt hatte – unter anderem bei Auswärtssiegen in der Türkei und Griechenland –, kam Antoine Bonifaci zwischen Mai 1951 und Mai 1953 in zwölf Länderspielen in der französischen A-Elf zum Einsatz, wurde auch dort prompt zum Stammspieler – von 15 Spielen in diesem Zeitraum fehlte er lediglich drei Mal – und erzielte dabei zwei Treffer (je eines in seinem ersten und letzten Spiel in diesem Kreis, gegen Nordirland und Wales). Darunter waren auch Spiele gegen Italien (1:4 im Juni 1951) sowie gegen Nationalmannschaften aus dem deutschsprachigen Raum: gegen die Schweiz (2:1 im Oktober 1951), Österreich (2:2 im November 1951, 2:1 elf Monate später) und Deutschland (3:1 im Oktober 1952).
Mit seinem Wechsel nach Italien endete eine vielversprechende Nationalmannschaftskarriere frühzeitig, weil der französische Verband – wie die meisten anderen westeuropäischen Fußballverbände – im Ausland spielende „Legionäre“ nicht mehr berücksichtigte.

## Palmarès
- Französischer Meister: 1951, 1952
- Französischer Pokalsieger: 1952
- Italienischer Meister der Serie B: 1960
- Finalist der Coupe Latine: 1952
- 12 A-Länderspiele (2 Treffer) für Frankreich
- 133 Spiele und 20 Tore in der französischen Division 1, davon 109/19 für Nizza, 24/1 für Stade Français[12]
- 157 Spiele und 3 Tore in der italienischen Serie A